# Sant Andreu de Comallonga
Sant Andreu de Comallonga és una església romànica a tocar de la masia de Sant Andreu, del municipi de Fonollosa (Bages), inclosa en l'Inventari del Patrimoni Arquitectònic de Catalunya.

## Descripció
És una església romànica modificada en temps del gòtic, formada per una sola nau amb el presbiteri, nau coberta amb volta apuntada de grans carreus a contrapunt. L'església gòtica aprofita els murs de la romànica que li donà l'amplada i la llargada.

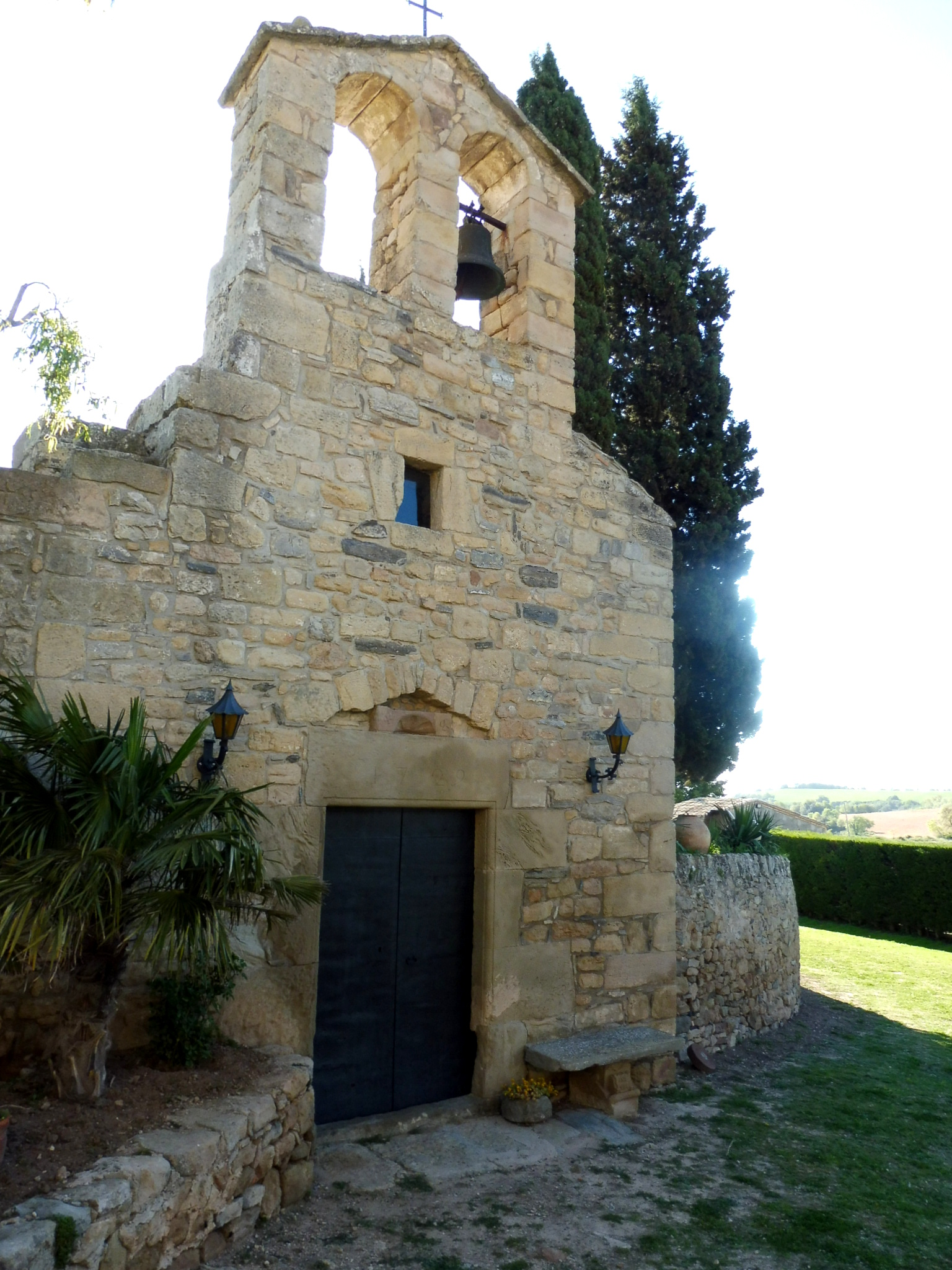
Façana

 El primer edifici romànic deuria ésser molt simple, car se'n conserva també un arc monolític de mig punt aprofitat avui com a pica. Malgrat tractar-se d'una obra essencialment gòtica l'aparença general de l'edifici i el seu arcaisme li donen un caràcter romànic. Les últimes obres efectuades a l'església corresponen al s.XVIII, concretament l'any 1729 es va obrir un portal nou als peus de l'església.

## Història
L'església de Sant Andreu de Comallonga era situada dins l'antic terme del castell de Sant Mateu de Bages, malgrat pertànyer avui al municipi de Fonollosa. Mai deixà d'ésser una capella rural i estava vinculada a l'església parroquial de Sant Mateu de Bages. L'any 1221 és documentada per primera vegada i al segle xviii fou modificada, després de l'última remodelació del gòtic.